# Ioakim I. (Patriarch)
Ioakim I. oder Ioakim von Tarnowo (auch Yoakim oder Joakim geschrieben, bulgarisch Йоаким I. Търновски; * unbekannt; † 18. Januar 1246) war ein bulgarischer Geistlicher, Gründer des Iwanowo Klosters, ab 1204 Metropolit (Erzbischof) von Tarnowo und von 1235 bis 1246 Patriarch der Bulgarisch-Orthodoxen Kirche. Ioakim wurde im Sinodik des Zaren Boril erwähnt. Die Bulgarisch-Orthodoxe Kirche verehrt ihn heute als Heiligen.